# Балкански куп у фудбалу за репрезентације 1929/31.
Балкански куп у фудбалу за репрезентације је међународно фудбалско такмичење у којем су учеснице биле репрезентације земаља Балканског региона. 
Такмичење за први Балкански куп је трајао три године од 6. октобра 1929. до 29. новембра 1931. када је одиграна последња утакмица. На првом купу играле су четири репрезентације Румуније, Бугарске, Грчке, Југославије. 
Играло се по двоструком бод систему, свако са сваким две утакмице, једну као домаћин и једну у гостима. За победу су се добијала два бода, а за нерешени резултат по један бод. 
Први победник је била Румунија која је у одлучујућим утамицама победила, Југославију и Грчку обе у гостима и обе са по 4 : 2.

## Резултати
| Датум             | Место    | Домаћин     | Резултат  | 2. Репрезентација | Стрелци                                                                                       | Детаљи         |
| ----------------- | -------- | ----------- | --------- | ----------------- | --------------------------------------------------------------------------------------------- | -------------- |
| 6. октобра 1929.  | Букурешт | Румунија    | 2:1 (2:0) | Краљевина СХС     | 1:0 Сепи 21' 2:0, Чолак 26', 2:1 Марјановић 58'                                               | [ мртва веза ] |
| 26. јануар 1930.  | Атина    | Грчка       | 2:1 (1:1) | Краљевина СХС     | 0:1 Вујадиновић 18‘ 1:1 Ј. Андријанопулос, 2:1 Д. Андријанопулос                              | [ мртва веза ] |
| 25. мај 1930      | Букурешт | Румунија    | 8:1 (3:1) | Грчка             | Валцер 8‘, 34‘,75‘, 76‘, 80‘, Вогл 43‘, Рафински 57‘ (пен), Добај 77‘, - В. Андријанопулос 4‘ |                |
| 12. октобар 1930  | Софија   | Бугарска    | 5:3 (2:2) | Румунија          |                                                                                               |                |
| 16. новембар 1930 | Софија   | Бугарска    | 0:3 (0:2  | Краљевина СХС     | 0:1 Лемешић 7‘, 0:2 Марјановић 27‘, 0:3 Праунсбергер 78‘                                      | [ мртва веза ] |
| 7. децембар 1930. | Атина    | Грчка       | 6:1(3:0)  | Бугарска          |                                                                                               |                |
| 15. март 1931     | Београд  | Југославија | 4:1 (2:0) | Грчка             | Хитрец 35, 2:0 Томашевић 38‘, Томашевић 78‘, Томашевић 87‘                                    | [ мртва веза ] |
| 19. април 1931    | Београд  | Југославија | 1:0 (1:0) | Бугарска          | Марјановић 21‘                                                                                | [ мртва веза ] |
| 10. мај 1931      | Букурешт | Румунија    | 5:2 (1:0) | Бугарска          |                                                                                               |                |
| 28. јуни 1931     | Загреб   | Југославија | 2:4 (1:1) | Румунија          | 0:1 Глансман 16‘, 1:1 Зечевић 36‘, 1:2 Бодола 49‘, 1:3 Ковач 50‘, 2:3 Марјановић 60‘, 2:4     | [ мртва веза ] |
| 25. октобар 1931  | Софија   | Бугарска    | 2:1 (1:1) | Грчка             | (0:1) Николос Кицос 10‘, 1:1 Пешев 20‘, 2:1 Бајкушев 83‘                                      |                |
| 29. новембар 1931 | Атина    | Грчка       | 2:4 (2:2) | Румунија          |                                                                                               |                |

## Табела
| #  | Екипа       | ИГ. | Д. | Н. | ИЗ. | ГД. | ГП. | ГР  | Бод. |
| -- | ----------- | --- | -- | -- | --- | --- | --- | --- | ---- |
| 1. | Румунија    | 6   | 5  | 0  | 1   | 26  | 13  | +13 | 10   |
| 2. | Југославија | 6   | 3  | 0  | 3   | 12  | 10  | +2  | 6    |
| 3. | Грчка       | 6   | 2  | 0  | 4   | 13  | 20  | -7  | 4    |
| 4. | Бугарска    | 6   | 2  | 0  | 4   | 10  | 19  | -9  | 4    |

| Балкански куп у фудбалу за репрезентације 1929/31. победник |
| ----------------------------------------------------------- |
|                                                             |
| Румунија 1. титула                                          |

## Листа стрелаца
- 7 голова
- Рудолф Вецер,  Румунија,
- Јулију Бодола,  Румунија

- 4 гола
- Антонис Солинас,  Грчка

- 3 гола
- Александар Томашевић,  Југославија,
- Грацијан Сепи,  Румунија